# Erich Altosaar
Erich Altosaar, né le 14 août 1908, à Tallinn, en Estonie et décédé le 11 octobre 1941, à Kirov, en République socialiste fédérative soviétique de Russie, est un joueur de basket-ball, de volley-ball et de football estonien. Il est décédé au goulag, lors de la Seconde Guerre mondiale, soupçonné d'activités anti-soviétiques.